# Tanoh Benie
Tanoh Rosalie Benie (sinh ngày 21 tháng 12 năm 1993 tại Mpody-Anyama) là một đô vật tự do người Bờ Biển Ngà. Cô đã tham gia cuộc thi 48 kg tự do tại Thế vận hội Mùa hè 2012 và đã bị loại trong trận chung kết vòng 1 bởi Isabelle Sambou.